# Carpha filifolia
Carpha filifolia är en halvgräsart som beskrevs av Clement L. Reid och T.H.Arnold. Carpha filifolia ingår i släktet Carpha och familjen halvgräs. Inga underarter finns listade i Catalogue of Life.